# Bostyń
Bostyń (biał. Бастынь, Bastyń) – agromiasteczko na Białorusi położona w obwodzie brzeskim, w rejonie łuninieckim, centrum administracyjne sielsowietu i siedziba parafii prawosławnej pw. św. Paraskiewy.
Znajduje tu się przystanek kolejowy Bostyń, położony na linii Równe – Baranowicze – Wilno.

## Historia

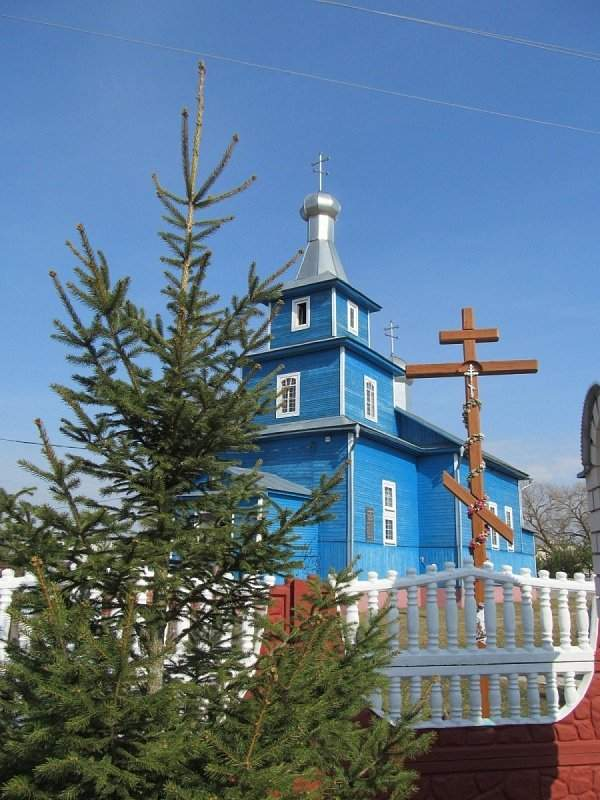
Cerkiew św. Paraskiewy
z 1998 r.

Wieś wzmiankowana w XV wieku. Dobra należące do Niemirowiczów-Szczyttów z linii kożangródeckiej. W XVIII wieku właścicielem Bostynia był Jan Niemirowicz-Szczytt (zm. między 1756 a 1771), syn kasztelana smoleńskiego Krzysztofa Benedykta Niemirowicza-Szczytta. W 1750 roku Jan i Ludwika z Paców Niemirowiczowie-Szczyttowie ufundowali w Bostyniu cerkiew pw. św. Paraskiewy. Po Janie dobra odziedziczyła jego żona Ludwika z Paców Niemirowiczowa-Szczyttowa i ich dwaj synowie: Józef (kasztelan brzeskolitewski) i Krzysztof (starosta witagolski). Po 1790 r. w wyniku działu spadku po śmierci Ludwiki z Paców Niemirowiczowej-Szczyttowej i jednego z jej synów - Krzysztofa, Bostyń otrzymał Józef, kasztelan brzeskolitewski. Po zakończeniu swej działalności politycznej związanej z Warszawą, na początku XIX wieku kasztelan Józef Niemirowicz-Szczytt obrał Bostyń na swoją rezydencję. Wizytę we dworze kasztelana Józefa Niemirowicza-Szczytta w Bostyniu w 1808 roku opisał w swych pamiętnikach wojski litewski Michał Zaleski (żony Niemirowicza-Szczytta i Zaleskiego były stryjecznymi siostrami). Po śmierci kasztelana kolejnym właścicielem Bostynia został jego bratanek - marszałek Józef Niemirowicz-Szczytt, pan na Kożangródku. Po Niemirowiczach-Szczyttach następnymi właścicielami byli Druccy-Lubeccy, a w II połowie XIX wieku Bostyń nabył urzędnik carski A. Strukow. 
Dwór w Bostyniu nie zachował się, podobnie jak cerkiew pw. św. Paraskiewy z 1750 roku fundacji Jana i Ludwiki z Paców Niemirowiczów-Szczyttów, która została zniszczona w latach 80. XX wieku (w 1998 r. w centrum miejscowości pobudowano cerkiew pod tym samym wezwaniem). Na tamtejszym cmentarzu zachował się natomiast grób zmarłej w 1833 ziemianki Felicji Dworokowskiej, zabezpieczony prowizoryczną wiatą.
Za czasów Niemirowiczów-Szczyttów, w 1786 roku w Bostyniu urodził się poeta Ludwik Kamiński, naturalny syn Michała Paca i panny Kamińskiej, być może guwernantki w dworze Niemirowicza-Szczytta w Bostyniu.  